# 猫的疾病

## 貓的寄生蟲

### 內寄生蟲

#### 香港型巴貝斯蟲
香港大學微生物學系於貓隻體內，發現一種與以往不同的寄生蟲巴貝斯蟲，名為香港型巴貝斯蟲（Babesia hongkongensis）

#### 鉤蟲
鉤蟲病對貓的致害較嚴重，一般而言對貓具感染性的有狹頭鉤蟲、管狀鉤蟲和巴西鉤蟲等。鉤蟲在貓小腸內產卵，隨糞便排出體外，約經一周左右發育並蛻化成感染性幼蟲。感染途徑包括：經口感染（吃下具感染性的幼蟲或老鼠等中間傳染媒介）經皮膚感染（傳染性幼蟲可直接穿過無傷痕的皮膚和毛孔而侵入體內。）經胎盤感染（鉤蟲在母貓體內移行感染子宮中的小貓，或在小貓出生後吃到受污染的母乳而傳染。）鉤蟲病的臨床症狀並不明顯，主要為貧血、黏膜蒼白、局部皮膚出血、體力衰退、食慾不振、下痢，小貓嚴重急性感染時，有時會見到排出混血之黏液糞便，或具腐臭味的咖啡色泥狀糞便。

#### 絛蟲
絛蟲為貓常見的內寄生蟲，可感染貓的絛蟲有：雙殖孔絛蟲、帶絛蟲、曼森氏裂頭絛蟲等十多種。絛蟲背腹扁平，呈白色或乳白色不透明的帶狀蟲體，是由數節至數百節的體節組成其身軀，含卵的體節會隨糞便排出貓體外。絛蟲的感染須靠老鼠、兔子、松鼠等中間宿主的存在，蟲卵若直接被貓吞食仍不會孵化，它須在第三宿主體內才能發育為幼蟲，貓捕食這些第三宿主後，幼蟲繼續在貓體內發育為成蟲，造成致害。得病的貓在臨床上可見消化障礙、厭食、下痢、貧血、慢性腸炎，但症狀並不明顯；糞便中會排出節片。

#### 蛔蟲
蛔蟲的種類繁多，且各有其特定的感染宿主但主要是幼齡貓的疾病，寄生於貓體內的蛔蟲是弓首蛔蟲，蟲體長約5~10公分，細長且兩端細銳。蛔蟲的生活史較為特別，雌蟲產卵後，蟲卵會隨糞便排至體外，5天後卵內便形成幼蟲，當此蟲卵被貓吞入1小時後即會於小腸孵化，進入腸道血管隨血液轉移至肺、肝等其他臟器，於肺部長大之幼蟲會再由呼吸道爬至喉嚨，再次被吞嚥至小腸，經20~30天後發育為成蟲，60天後再度產卵，開始其另一次生活史；此種發育方式即所謂的「體內移行」生活史。貓蛔蟲除經口感染外，尚可透過母奶傳染給小貓；而犬小蛔蟲若被懷孕的母貓食入，亦會透或胎盤傳染給胎兒。小貓感染貓蛔蟲，即使數量不多，仍會有毛髮粗糙、嘔吐、牙齦蒼白、骨瘦腹凸等臨床症狀；當成貓有大量蟲體感染時，才會出現明顯症狀，有時可見由口吐出蟲體。若蛔蟲太多，甚至會造成腸道阻塞甚至破裂。

#### 球蟲
球蟲為原蟲的一種，主要寄生在小腸或盲腸之腸道上皮細胞。其卵囊會隨病貓的糞便排出體外，在適當的環境發育為具感染性的卵囊，健康貓咪一旦誤食，即會受其感染。抵抗力較差的小貓若感染球蟲，會有發燒、食慾減退、排血便、脫水，甚至死亡；若感染數目不多，可能無上述急性症狀，而使貓體本身產生免疫力。成貓感染球蟲病除出現下痢外，並無其他臨床症狀；且身體會自然產生抵抗力。

#### 犬心絲蟲
貓雖非心絲蟲的正常宿主，對心絲蟲的抵抗力比犬高，且心絲蟲成蟲並不會在貓體內繁殖幼蟲；但在心絲蟲高流行區域，若貓咪被蚊蟲叮咬的話，仍有可能發生貓咪被感染的病例，只是因為貓感染心絲蟲的症狀不明確，因此許多獸醫及飼主都不知道貓已感染心絲蟲、甚至無法察覺貓是因為感染心絲蟲而死亡。感染貓心絲蟲的病畜常見呼吸急促及持續性咳嗽。此外可能出現單獨或同時發生下列甚急性症狀，包括：間歇性嘔吐、呼吸困難、無精打采、虛脫、抽搐、咳血及猝死。貓若已經有心絲蟲成蟲，目前沒有治療方法（貓身體小、無法動手術夾出成蟲；而使用在狗上的成蟲殺蟲針、對貓來說致死率高），但沒有感染心絲蟲的貓，可以使用藥物預防感染心絲蟲。

#### 弓漿蟲
弓漿蟲又稱為弓形蟲，為原生生物的一種，它發育過程中需要有兩個宿主，即中間宿主和終宿主，其中間宿主包括人、哺乳類、鳥類、爬蟲類、魚類等二百多種動物。弓漿蟲僅在貓科動物體內可形成卵囊，貓是弓形蟲的終宿主，也可成為中間宿主。在作為終宿主時，弓形蟲在貓的小腸上皮細胞內進行裂體增殖和孢子生殖，最後形成卵囊，隨貓糞排出體外，卵囊在外界環境中，經過孢子增殖發育為含有兩個孢子囊的感染性卵囊。受感染的病貓可連續二週內每天排放出約一千萬個卵囊；因此貓無疑在弓蟲病的傳播上扮演一定角色。感染後的貓即患有貓弓蟲症。
對人類來說弓蟲的主要傳染途徑是不衛生的生活飲食習慣，而非貓。因為，食用沒煮熟的肉類或沒洗淨的蔬菜比和貓接觸更容易染症，透過貓的唯一傳染途徑是食用與病貓糞便接觸過的東西。

### 外寄生蟲

#### 壁蝨
壁蝨在貓身上並不常見，通常因貓咪到鄉下或樹上遊玩所帶回，而其感染數目多為個位數。母壁蝨在吸血後其體型會明顯變大，公壁蝨則否。嚴重感染時會造成貧血，被叮咬的部位會紅腫、發炎；而某些壁蝨吸血時會分泌毒素，傷害神經系統而造成癱瘓，此即為所謂的壁蝨中毒。

#### 蝨子
蝨子的宿主專一性很強，白色的貓蝨會終身寄生在貓咪身上，以其毛髮與皮屑為食，而其所產的灰白色、半透明蝨卵亦會黏著於被毛上；一般而言，貓蝨的感染較跳蚤少見。感染貓蝨會引起搔癢、皮屑產生、毛髮粗糙、被毛糾結，引起貓咪搔抓、啃咬、磨蹭患部。

#### 貓蚤
跳蚤為小型、具3對足的棕黑色吸血性昆蟲，其跳躍能力極佳，貓身上常見的為貓蚤。母跳蚤吸血後產卵落於地面或貓窩上，待其在環境中孵化經幼蟲、蛹、成蟲後，再跳到適當的宿主身上寄生。貓遭跳蚤叮咬後會奇癢無比，這是因為跳蚤的唾液中所含的毒素刺激造成；嚴重者會引發過敏性皮膚炎；臨床可見腰部有小瘡痂散布其中，肩膀、尾巴脫毛且皮膚變紅；而強烈的癢感，會使貓坐立難安。

#### 疥癬
疥癬是由疥癬蟲所引起的接觸性傳染性疾病，疥癬蟲有4對足，包括寄生於耳道中的耳疥蟲，以及皮膚上的蜘蛛恙蟲（皮屑恙蟲）、秋恙蟲等等。本病靠接觸傳染，因此與病貓直接接觸或共用梳洗用具皆會造成感染。本病主要發生於鼻、眼框、耳等頭部，或胸、腹、腋窩、大腿內側及尾根部，患部皮膚會潮紅、皮膚增厚、鱗片樣結痂、耳廓邊緣增厚，且因搔癢而導致該處無毛，皮膚有濕疹樣病變。若感染耳疥蟲則會有大量棕黑色的耳垢，病貓會有甩頭、抓耳等症狀，甚至會引發外耳道炎。

#### 耳疥蟲（英语：Ear mites）
症狀通常為無故搔耳甩頭，次數愈頻繁代表病情愈嚴重，無生命危險但會影響病貓生活品質，目前治療方式只有在病貓耳內滴入專用藥物。此外，若搔癢過度有可能引發耳炎、耳道潰瘍、染黴菌、耳殼鈣化甚至影響腦部。

## 貓的傳染病

### 貓愛滋
貓愛滋（FAIDS）由貓免疫缺陷病毒（FIV）引起，不會傳染給人類。相較於愛滋病對人的致命性及傳染性，貓愛滋對貓的致命性較低、傳染性卻較高。因此病貓須與正常貓隻隔離。病貓將呈現有慢性口炎或慢性齒齦炎、慢性下痢、高度消瘦，慢性鼻炎結膜炎，上呼吸道感染，水泡性皮膚炎、流產等，多為慢性病，急性死亡者少見，該病直到1987年才被肯定為貓疾病，目前已有貓愛滋的預防針問世，而現有之資料亦未顯示本病來自人愛滋病病毒或會傳染給人類或其他動物的證據，染患本病之貓犬多亦患有貓白血病，兩者之關係仍不明。

### 貓瘟
貓瘟由貓小病毒（Feline parvovirus）引起之泛白血球減少症，傳染性極高，毀滅性也極強。一般以接觸傳染為主，亦可經由吸血昆蟲或蚤類傳染，幼貓最易感染此病，臨床症狀為厭食、抑鬱、精神極差、高燒、持續性嘔吐、深褐色血痢，最後因白血球數急遽減少及出血性腸炎造成脫水和失血而死亡，死亡率約25%～75%。
本病毒十分頑強，甚至會穿過胎盤干擾幼貓，所以母貓最好於懷孕前及接種貓瘟死毒疫苗。

### 貓傳染性腹膜炎
貓傳染性腹膜炎，病症呈持續數週的食慾漸減，體重減輕，高熱，大多數患貓有腹內積水，可能出現神經症狀以及眼球之病變，一般病程為兩週至四個月之久，即使獲得良好的治療死亡率亦不低，目前無疫苗可供預防之用，但已有441藥劑（GS-441524之别称）可供施打及治療用。

### 狂犬病
狂犬病是由濾過性病毒所引起的急性接觸性傳染病以意識障礙，神經初興奮後痲痺為特徵，病毒存在於病畜的唾液中，藉由咬傷傳染。可感染給所有溫血哺乳動物如：人、犬、貓、牛、馬、羊，及其他野生動物例如：蝙蝠、老鼠、狐、狼、獅、虎......等，感染狂犬病死亡率很高，是最可怕的傳染病，病毒進入傷口內經末梢神經以向心性的方向達到中樞神經發育增殖而致病，潛伏期的長度依被咬傷部位，離腦部的距離而定。
狂犬病可分躁狂型及沈鬱型，通常發生的都是躁狂型，臨床症狀為極度興奮，對聲音敏感，瞳孔放大，亂咬人畜及其他物體，喉頭神經，吠叫聲怪異，嚥下困難下顎痲痺而開口、伸舌流涎、行動失調、抽筋、後期以致全身痲痺而死。
狂犬病疫苗有讓貓產生惡性腫瘤的高風險，因此許多獸醫不建議非疫區貓注射狂犬病疫苗，但是在狂犬病疫區，注射狂犬病疫苗可以降低整體的風險。

### 貓白血病
貓白血病是由貓白血病毒（Feline leukemia virus，FeLV）所引起之白血球減少症；在貓所有的傳染病媒中，此病毒是傳染性最高的一種，即使是與患貓接觸一次即可感染此病。
其臨床症狀包括體重下降、貧血、發燒、齒齦炎、下痢等，但由於程度分歧，使診斷非常困難，必須借助血液檢查來判斷。雖然貓白血病不會傳染人類，但其模式卻與AIDS病毒類似，均會引發免疫抑制作用，並導致淋巴瘤（一種線體性癌症）、白血病（血癌）、貧血、腎功能不全和腸炎等，此病毒也能以靜止狀態在貓兒骨髓中潛伏數年後再發病。雖然幼貓對此病較為敏感，但此病卻能感染任何年齡、品種、及性別的貓。

### 貓卡里西病
貓卡里西病，由貓卡里西病毒（Feline calicivirus）引起，主要侵犯貓的上呼吸道，造成支氣管性肺炎或肺泡性肺炎。臨床症狀有口舌部潰傷、發燒、抑鬱、厭食、打噴嚏、流涎、眼和鼻分泌物增多、肺炎等，與貓鼻氣管炎的症狀相當類似，臨床上很難區分。病程約１～４週，感染率高但死亡率不一，最高可達30%。15週齡至六月齡之幼貓若感染此病，則會呈現病毒性肺炎，而因呼吸困難而死，有些則會出現神經症狀。若與貓疱疹病度、披衣菌一同感染將造成嚴重肺炎。

### 貓鼻氣管炎
貓鼻氣管炎由貓疱疹病毒（Feline herpesvirus）所引起之高傳染性上呼吸道疾病，貓常發生此病。一般以接觸或飛沫傳染為主，主要的臨床症狀有高燒、抑鬱、咳嗽、打噴嚏、眼睛畏光、結膜炎，以及角膜、舌、口蓋等部位潰傷，故可見水液性眼分泌物及鼻分泌物大量增加，繼發性的細菌感染會使分泌物變成黏液膿樣。分泌物會傳播病毒，懷孕母貓若感染此病，則病毒會經胎盤感染胎兒，甚至造成流產。若與貓卡里西病毒、貓披衣菌一同感染將造成嚴重肺炎。

### 貓披衣菌肺炎
貓披衣菌肺炎，是由鸚鵡披衣菌（Chlamydia psittaci）所引起之高傳染性疾病，主要造成貓的肺炎。初期顯現之臨床症狀為結膜炎，之後則伴隨有發燒、嚴重的流淚，而且眼分泌物增加、打噴嚏、鼻蓄濃等，後期的臨床症狀為化膿性肺炎，會因氣管和肺泡內之分泌物過多而造成呼吸困難及肺水腫。
全部病程約持續30天。在感染後30日以上，仍能在病貓的結膜和肺發現此病菌，故病貓即使痊癒亦會持續散播此病菌，而使周遭的貓之感染此病症。
疫苗可在８～１０週齡給予第一劑，於１２～１４週齡給第二劑，爾後每年補強一次即可。

### 貓疱疹病毒
許多貓都有貓疱疹病毒帶原，在貓免疫力下降及緊迫時就會發病。
症狀有結膜炎等眼睛症狀、呼吸道症狀等。
服用必須胺基酸L-離胺酸可以控制病情、同時有抗緊迫的優點，而且沒有副作用，只要有一隻貓發病，全家的貓都應終身服用。

## 常見貓非傳染病

### 急性胰炎
症狀輕者精神不佳、不吃不喝，無明顯過程轉變成重度胰炎，重度胰炎的症狀除輕度症狀外，同時會出現休克、寡尿、敗血、黃疸的症狀。病因通常是過度肥胖，4週─18歲為好發年齡。

### 慢性腎臟病
症狀輕者食量減少、飲水量增多、皮毛黯淡無光澤；重者嘔吐厭食、口腔潰爛、下痢、貧血，有致命危險，越早發現治療可以越可以延緩尿毒症出現的時間、在極早期就控制也有治癒可能（最好每年抽血檢查腎功能）。染病貓隻通常需要打點滴、營養補充劑、藥物控制、低磷飲食（如果沒有低血磷）及食用磷結合劑（如果血磷過高）、低蛋白飲食（如果沒有營養不良）、注射紅血球生成素；每天在家幫貓打點滴來控制慢性腎衰竭是多數飼主能輕易學會的，但給貓實施血液透析或腹膜透析不但昂貴、也需住院實施。
與人類一樣，許多患有慢性腎衰竭貓同時患有高血壓，高血壓會傷害腎功能、腎功能不足又會提高血壓；這類的高血壓可以服用藉由抑制Renin-angiotensin system的降血壓藥、同時達到護腎及降血壓的效果；但是量出貓的正確血壓相當困難，這是因為貓到了醫院或看到陌生的醫師會很緊張、造成明顯的白袍高血壓，而讓貓在家量血壓的對一般人來說相當困難。
最可行的預防方法是讓貓飲用充足飲水，可以減少發病率──飲水量過少是許多貓的不良生活習慣。由於貓對於飲水清潔度的要求很高，因此貓的水盤必須經常換水清洗、但經常換水的定義是一天數次，採取流動水飲水器是個好方案，可以減少清洗及換水頻率，而飲水器若有濾網並定期更換更好；而增加供水場所、提供流動水、採用加水濕食、貓草泡水、提供無鹽動物性高湯或魚凍肉凍也有機會增加飲水量。
一些飼主認為不提供乾飼料是最佳解，貓在自然界食用的獵物含水量遠高於乾飼料，而且貓的身體已經被設計成主要是由食物中補充飲水；當人類提供乾飼料給貓時，多數貓並不會因此增加飲水量，而造成長期缺水的問題（除非餵食泡水乾飼料，但乾飼料泡水後容易腐敗又嗜口性變差）。另外，由於貓已經很習慣於高蛋白飲食，因此也有飼主認為就算貓的腎功能較差，也不能減少太多蛋白質攝取量。

### 多囊性腎病變
貓擁有多囊腎遺傳因子及發病的比例遠高於人類，藥物及打點滴能延緩腎臟破壞。

### 糖尿病
貓的糖尿病較難檢測，這是因為健康的貓在緊張時血糖也會飆高（這個是為了捕食而產生的機制），因此在醫院抽血時得到的高血糖數據並不代表真的有糖尿病。
貓的糖尿病也較難控制，因為藥物反應不一定良好，胰島素反應也因貓而異。對於糖尿病較為嚴重的貓來說，必須住院觀察血糖及胰島素曲線，才能決定要如何注射短效型胰島素。
可行的預防及治療方式是大幅減少乾飼料的食用量，因為乾飼料必須使用澱粉來做賦形劑，因此貓由乾飼料攝取的碳水化合物是遠多於由獵物及貓食罐頭獲得的量——貓吃較多的乾飼料相當於人類吃糖過量。有些乾飼料的碳水化合物含量較低（但是無穀飼料並不代表低碳水化合物），也有一些貓食罐頭含有較高的碳水化合物（依法飼料標籤是不會列出碳水化合物含量、必須自己計算），選用較低碳水化合物的飼料、也會減少未來的糖尿病風險。

### 慢性肝病
症狀輕者厭食；重者黃疸、尿液深色，黃疸通常由超過1週的厭食造成，對貓而言有致命危險，重者甚至會引發肝硬化、肝昏迷，幾天內即死亡。治療時通常餵以處方飼料並補充牛磺酸，視病情嚴重性施以強迫灌食。

### 自發性下泌尿道疾病
症狀輕者血尿、頻尿、尿痛、舔舐生殖器；重者嘔吐、食欲不振；若尿道完全阻塞，將在48~72小時內引發急性尿毒死亡，即使康復復發機率仍高。

### 慢性口炎
症狀輕者口臭流口水；重者吞嚥困難、厭食、體重下降、精神不佳、口腔黏膜及舌面潰爛；雖無直接致命危險但將嚴重影響病貓生活品質，或間接因口內傷口將細菌散播至身體其他部位，引發併發症造成死亡。獸醫內科治療通常會對病貓洗牙、使用抗生素與類固醇，如果無效者拔除臼齒。

### 慢性下痢
症狀輕者軟便、每日例行2~3次的輕微下痢；重者下痢頻率密集至每30分鐘一次，並出現血便症狀。若病症尚未惡化可以吊點滴以增加腸內菌、消化酵素、乳酸菌等益菌生長，補充營養。此外，此病的原因眾多，但主要是由飲食習慣不良所造成。

### 慢性嘔吐
若為消化系統產生的慢性嘔吐，症狀通常較輕，僅造成輕微嘔吐，嘔吐物常見為毛球與食物殘渣；但其他疾病併發的慢性嘔吐次數將增多並有吐血可能。最輕微症狀之嘔吐物為白色，顏色偏黃代表肝膽系統有程度上的問題，若顏色極深則代表病貓有出血問題。貓隻若胡亂吞食異物也會造成慢性嘔吐，有些經常嘔吐的貓可藉由增加飲水量來減少嘔吐次數。

### 過敏性皮膚炎
症狀輕者無故搔癢；後者皮膚發炎甚至結痂。此並無致命危機。過敏類型主要可分類成食物型（如：食物過敏問題）、叮咬型（體外寄生蟲叮咬皮膚，會傳染給人類）、接觸型及吸入型（對氣未過敏，如：油漆）等，其中尤以前兩者染病機率最高。

### 貓科海綿狀腦病
是與狂牛症同為朊毒體（Prion）引起的疾病。該疾病在1990年首次於英國發現，其症狀類似於狂牛症。

### 貓注射相關肉瘤
貓注射相關肉瘤是由注射造成的惡性腫瘤，其中最主要的危險因子是含佐劑的疫苗，而任何注射行為（注射輸液、藥物、類固醇、疫苗等）也有可能造成腫瘤（但機率低很多）。治療方法為大範圍的切除（若只切除小範圍、轉移率極高）；預防方法則是注射次數不超過需求（多數疫苗保護力超過三年）、選擇不含佐劑的疫苗注射、注射後追蹤是否有腫塊產生、選擇肢體遠端部位注射疫苗（方便未來發病時切除患部）、飼主需要長期觀察注射部位（方便早期發現早期治療）。
此種疾病對狂犬病的防治造成一定阻礙，因為含佐劑的狂犬病疫苗對貓來說是高風險疫苗，因此許多非疫區的家貓都不會注射狂犬病疫苗。

## 毒物
貓的毒素排解（detoxification）能力低於人類與狗等動物，因此有許多普通的家中的物品，對貓而言可能具有危險性。舉例而言，常見的止痛劑撲熱息痛（商品名包括泰諾林、普拿疼等），即使在對人類安全的劑量下，也可對貓產生嚴重毒害，因為貓缺乏代謝這些藥物的酵素。若貓有攝取到這些藥物的可能，則必須立即接受獸醫師治療。即使是能用來治療發生於貓身上之關節炎的阿斯匹林，對貓的毒性也比人類更大。而用來對抗掉毛的敏諾西代（商品名為落建），對貓也可能致命。多種殺蟲劑與除草劑也有危險性，其他可能對貓產生毒害的家庭常見用品，還有樟腦丸等萘類化學製品，以及以苯酚製成，如六氯酚、滴露等多種清潔劑。對人類有毒的抗凍劑乙二醇，即使只有一小匙，也可能使貓死亡。除了上述藥劑，許多家中栽種的植物、普通的人類食物，對貓也有毒性，如巧克力中可可鹼；相對大量的洋蔥與大蒜也對貓有害。若貓居住地有百合屬植物，就算貓不舔食這些植物，也有腎衰竭風險。